# 2011年朝鮮民主主義人民共和國地方選舉
朝鮮民主主義人民共和國曾於2011年7月24日舉行了地方選舉。
該次選舉一共產生了28116名道，市或郡，縣，區級人大代表。
報導稱本次選舉的投票率為99.97%，而候選人當選率達到了100%。

## 腳註/來源
1. ↑  .   [2014-03-15]. （原始内容存档于2014-10-12）.